# Число Шищенка
Число Шищенка (англ. Shyschenko number; нім. Schischtschenko-Zahl f) — безрозмірне відношення сил інерції і сил пластичності (параметр пластичності):
Shi = v2ρ/τo ,
де v — швидкість потоку в'язко-пластичної рідини, м/с; ρ — густина, кг/м3; τo — динамічне напруження зсуву, Н/м2.